# Središče ob Dravi
Središče ob Dravi – wieś w Słowenii, w gminie Središče ob Dravi. W 2018 roku liczyła 1005 mieszkańców.